# Rafic Warcha
Youhanna Rafic Warcha (* 1. November 1971 in Okaibé, Gouvernement Libanonberg) ist ein libanesischer Geistlicher und Kurienbischof im maronitischen Patriarchat von Antiochien.

## Leben
Rafic Warcha studierte Philosophie und Katholische Theologie an der Heilig-Geist-Universität Kaslik. Dort erlangte er 1994 ein Lizenziat im Fach Katholische Theologie. Am 17. August 1996 empfing er durch den Bischof von Jounieh, Chucrallah Harb, das Sakrament der Priesterweihe für die Eparchie Jounieh.
Nach der Priesterweihe war Warcha zunächst fünf Jahre als Pfarrvikar in Haret Sakhr tätig. 2001 wurde er für weiterführende Studien nach Rom entsandt, wo er 2005 an der Päpstlichen Akademie Alfonsiana bei Raphael Gallagher CSsR mit der Arbeit Construire la paix sur la justice et les droits de l’homme: Esquisse d’actualisation dans le contexte Libanais („Frieden durch Gerechtigkeit und Menschenrechte: Ein aktualisierter Entwurf im libanesischen Kontext“) zum Doktor der Theologie im Fach Moraltheologie promoviert wurde. Nach der Rückkehr in seine Heimat wirkte Warcha von 2006 bis 2016 als Pfarrer der Pfarrei Saint Doumit in Okaibé. Dort gründete er ein theologisches Institut. Zudem fungierte er ab 2011 als Generalsekretär des maronitischen Patriarchats von Antiochien in Bkerke. Darüber hinaus lehrte Warcha Moraltheologie an der Universität La Sagesse in Beirut und an der Heilig-Geist-Universität Kaslik sowie an weiteren Universitäten und theologischen Instituten.
Die Synode der syrisch-maronitischen Kirche von Antiochien wählte ihn zum Kurienbischof im maronitischen Patriarchat von Antiochia. Papst Franziskus bestätigte die Wahl am 14. Februar 2018 und ernannte ihn zum Titularbischof von Apamea in Syria dei Maroniti. Der maronitische Patriarch von Antiochien und des ganzen Orients, Béchara Pierre Kardinal Raï OMM, spendete ihm am 7. April desselben Jahres in der Basilika Notre Dame du Liban in Harissa die Bischofsweihe; Mitkonsekratoren waren der Weihbischof in Joubbé, Sarba und Jounieh, Antoine Nabil Andari, und der Kurienbischof im maronitischen Patriarchat von Antiochia, Hanna G. Alwan CML.
Warcha trat am 15. Juni 2019 als Kurienbischof im maronitischen Patriarchat von Antiochia zurück. Drei Tage später wurde er Prokurator des maronitischen Patriarchen von Antiochien in Rom und Rektor des Päpstlichen Maronitischen Kollegs sowie am 4. November 2020 zusätzlich Rektor der Kirche San Marone. Am 14. Juni 2025 wurde Warchas erneute Wahl zum Kurienbischof im maronitischen Patriarchat von Antiochia und zum Weihbischof für Jounieh in der Eparchie Joubbé, Sarba und Jounieh bekanntgegeben.